# Archiv für Physiologie
Het Archiv für Physiologie of Archiv für Anatomie und Physiologie. Physiologische Abt. was een wetenschappelijk tijdschrift op het gebied van de fysiologie. Het was een van de twee delen van het Archiv für Anatomie und Physiologie. Het werd uitgegeven door de in Leipzig gevestigde uitgeverij Veit & Comp. namens de Physiologische Gesellschaft zu Berlin. De eerste hoofdredacteur was Emil du Bois-Reymond.
Het is in 1919 opgegaan in Pflüger's Archiv für die gesamte Physiologie des Menschen und der Tiere.
De (bijna) volledige inhoud van het tijdschrift is on-line in te zien op de website van de Biodiversity Heritage Library.